# Władysław Żmuda
Władysław Antoni Żmuda (Lublin, 6 juni 1954) is een Pools voormalig voetballer die als verdediger speelde.

## Clubvoetbal
Żmuda begon bij Motor Lublin en speelde vervolgens voor Gwardia Warschau, Śląsk Wrocław en Widzew Łódź voor hij in 1982 naar Italië getransfereerd mocht worden. Twee seizoenen bij Hellas Verona verliepen door blessures teleurstellend. Hij speelde kort in de Verenigde Staten voor New York Cosmos voor hij wederom in Italië bij US Cremonese zijn loopbaan besloot.

## Internationaal
Voor het Pools voetbalelftal kwam Żmuda tussen 1973 en 1986 in totaal 91 keer in actie waarbij hij twee doelpunten maakte. Hij nam deel aan vier wereldkampioenschappen; in 1974, 1978, 1982 en 1986. Zowel in 1974 als 1982 behaalde Polen de derde plaats. Ook nam hij deel aan de Olympische Zomerspelen 1976 waarbij Polen de zilveren medaille behaalde.

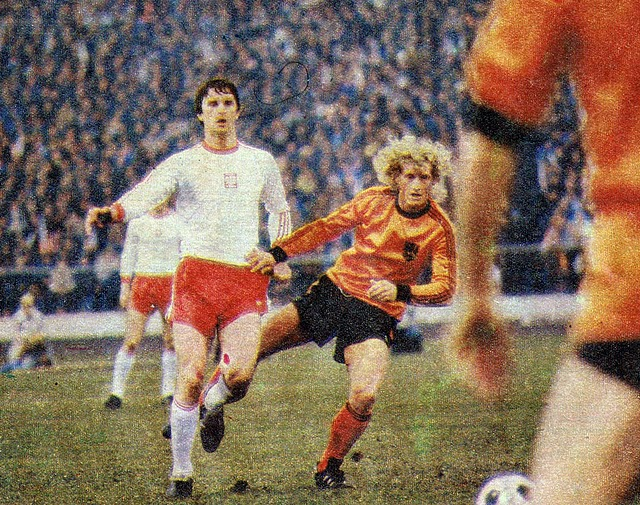
Żmuda in duel met Kees Kist tijdens Polen - Nederland op 2 mei 1979.

- International Standard Name Identifier: 0000 0001 1209 4129
- Virtual International Authority File: 163201403